# Štefan Bačinský
Štefan Bačinský (* 24. dubna 1954) je bývalý slovenský a československý politik, po sametové revoluci poslanec Sněmovny národů Federálního shromáždění za Verejnosť proti násiliu, později za ODÚ-VPN, a ředitel FBIS.

## Biografie
Během sametové revoluce patřil k předákům VPN v regionu Kysuce.
Ve volbách roku 1990 zasedl za VPN do slovenské části Sněmovny národů (volební obvod Středoslovenský kraj). Na jaře 1991 v souvislosti s rozkladem VPN přestoupil do poslaneckého klubu jedné z nástupnických formací ODÚ-VPN. Ve Federálním shromáždění setrval do své rezignace (ještě v listopadu 1991 v parlamentu zasedal).
Pak se roku 1992 stal ředitelem Federální bezpečnostní informační služby. V této funkci vystřídal kritizovaného Jiřího Novotného. Ve funkci se orientoval lépe než Novotný, ale mandát zastával jen krátce. Po volbách v roce 1992 totiž Vladimír Mečiar a jeho vítězné hnutí HZDS požadoval bezpodmínečné odvolání Bačinského a o této věci se výslovně zmiňoval v rozhovorech s Václavem Klausem. Nahradil ho tak na několik posledních měsíců existence ČSFR Pavol Slovák.
Počátkem roku 1992 nechal Bačinský zpracovat seznam novinářů, kteří měli záznam o spolupráci s komunistickou Státní bezpečností. Zdůvodnil to možnou dezinformační kampaní vedenou těmito lidmi v českých a slovenských médiích. Seznamy předal vybraným politikům, ale brzy unikly do tisku. Bačinský dlouhodobě žije v Praze. Po dobu tří let pracoval v centrále NATO v Bruselu.